# Polizeiakademie der Tschechischen Republik
Die Polizeiakademie der Tschechischen Republik, tschechisch Policejní akademie České republiky v Praze, ist eine staatliche Universität in Prag, Tschechien. Der Anteil der Polizeibeamten unter den Studenten lag im akademischen Jahr 2005/2006 bei 78 %.

## Fakultäten
- Sicherheitsrechtliche Fakultät
- Fakultät für Sicherheitsmanagement